# Franz Wilhelm von Asbeck
Franz Wilhelm Freiherr von Asbeck (* 11. August 1760 in Westfalen; † 22. Juli 1826 in Nürnberg) war ein bayerischer Adeliger und Beamter.

## Leben
Franz Wilhelm Freiherr von Asbeck war in seiner Jugend Edelknabe am Hof des Fürstbischofs von Speyer. Er studierte Rechtswissenschaften und wurde 1783 Vicedom zu Bruchsal. Er trat dann in kurkölnische Dienste. 1802 wurde er zum kaiserlichen Kämmerer ernannt und trat schließlich als Geheimrat in kurpfalzbairische Dienste. Er wurde Kommissär zur Militär- und Zivilbesitznahme des Hochstifts Bamberg. 1803 wurde Asbeck Präsident des Appellationsgerichtshofes in Bamberg und 1808 Präsident der Finanzverwaltung in München. Von 1817 bis 1825 war er Generalkommissär des neu gebildeten bayerischen Untermainkreises. In dieser Funktion (als Regierungspräsident von Unterfranken) war er erster Kurator der Universität Würzburg. Im Jahr 1824 hat er seine erlesene private Büchersammlung der Universitätsbibliothek Würzburg übereignet. 1825 trat er in den Ruhestand.